# 鐵門 (多瑙河)

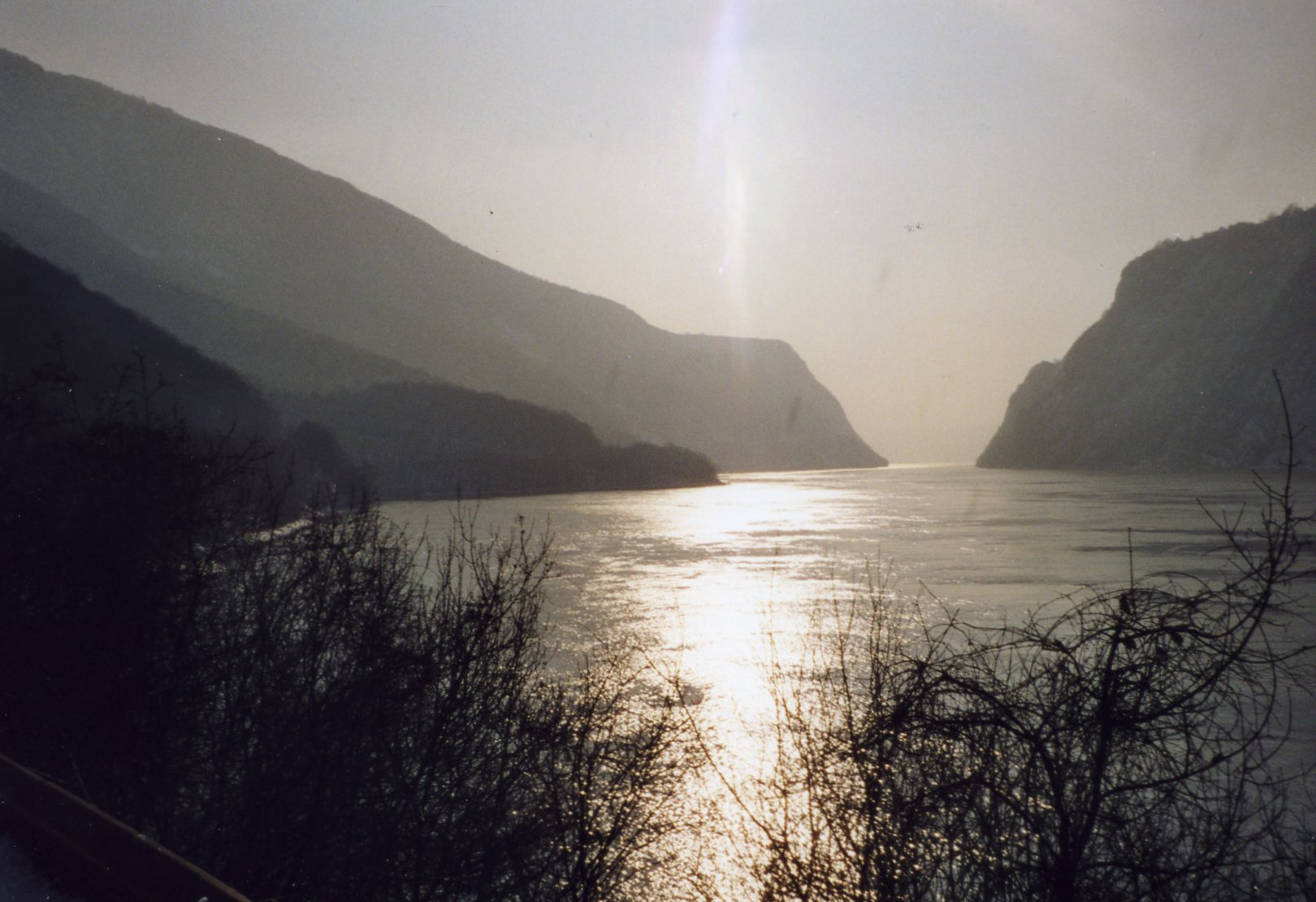
鐵門峽谷

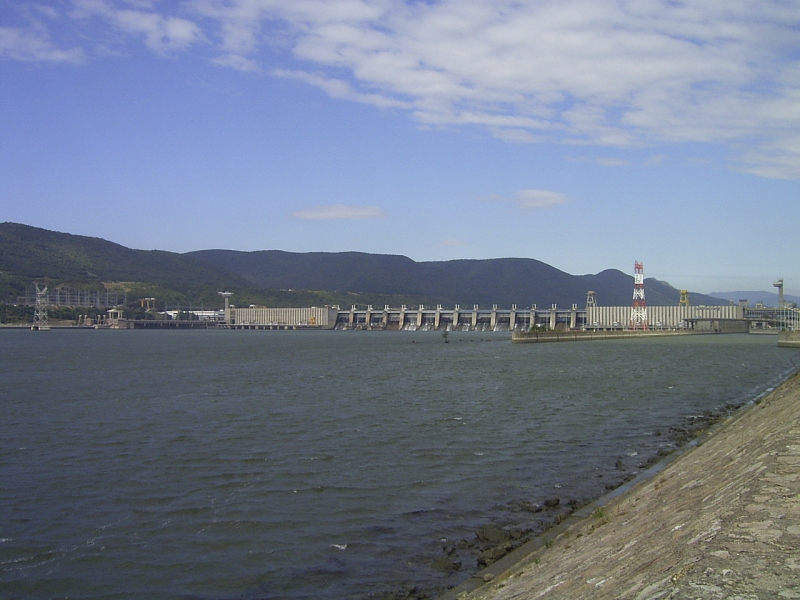
鐵門水電站

鐵門是多瑙河上的一個峽谷，構成羅馬尼亞和塞爾維亞邊界的一部份。
前南斯拉夫和羅馬尼亞政府在那裡興建了一座水電站（1964年動工，1972年落成）。
在多瑙河的这一區域，这条河将喀尔巴阡山脉南部与巴尔干山脉西北山麓分开。 峡谷的罗马尼亚一侧构成了铁门自然公园，而塞尔维亚一侧则构成了德尔达普国家公园。 2020年7月，塞尔维亚一侧更广泛的保护区被宣布为联合国教科文组织世界地质公园。
44°40′16″N 22°31′47″E / 44.67111°N 22.52972°E